# Josef Hergenröther
Josef (eller Joseph) Hergenröther (født 15. september 1824 i Würzburg, død 3. oktober 1890 i klosteret Mehreau ved Bregenz) var en tysk romersk-katolsk kirkehistoriker.
Efter at have studeret i Würzburg og Rom blev han præsteviet 1848, Dr. theol. 1850 og 1852 professor i kirkeret og kirkehistorie i Würzburg. Mest kendt er han blevet ved stridsskriftet Anti-Janus, som han udgav 1870 som svar på Janus, Döllingers og Johann Hubers pseudonyme angreb på ufejlbarhedslæren, og hvori han kraftig tog pavens og ultramontanismens højtflyvende planer i forsvar. For sin virksomhed som forsvarer af ufejlbarhedslæren blev han 1879 belønnet med en kardinalhat, og da Leo XIII åbnede Vatikanets arkiver, blev han arkivar ved den hellige Stol. Blandt hans skrifter må nævnes: Photius, Patriarch von Konstantinopel (3 bind, 1867—69) og Handbuch der allgemeinen Kirchengeschichte (3. oplag 1884—86).